# Duarte Cordeiro
José Duarte Piteira Rica Silvestre Cordeiro (Lisboa, 23 de fevereiro de 1979), geralmente conhecido por Duarte Cordeiro, é um político português. Foi Ministro do Ambiente e da Ação Climática do XXIII Governo Constitucional de Portugal.

## Biografia
É licenciado em Economia pelo Instituto Superior de Economia e Gestão da Universidade de Lisboa. É pós-graduado em Direção Empresarial pelo ISCTE – Instituto Universitário de Lisboa.
Entre fevereiro e outubro de 2019, foi Secretário de Estado Adjunto e dos Assuntos Parlamentares do XXI Governo Constitucional.
Entre 2019 e 2022, desempenhou as funções de Secretário de Estado dos Assuntos Parlamentares do XXII Governo Constitucional.
Foi Vice-Presidente da Câmara Municipal de Lisboa de abril de 2015 a fevereiro de 2019, com a tutela dos pelouros da Economia e Inovação, Smart Cities, Espaço Público, Desporto e Higiene Urbana, tendo iniciado funções de Vereador na Câmara Municipal de Lisboa em 2013.
Foi Deputado à Assembleia da República na XI e XII Legislatura, entre outubro de 2009 e outubro de 2013, integrando a Comissão Parlamentar de Economia.
Desempenhou funções de Vice-Presidente do Instituto Português da Juventude entre 2006 e 2008. Desempenhou igualmente funções de Adjunto do Secretário de Estado da Juventude e do Desporto entre 2005 e 2006.
Iniciou a sua vida profissional na multinacional Reckitt Benckiser, entre 2002 e 2004, onde desempenhou funções nos departamentos comercial e de marketing.
Foi Secretário-Geral da JS entre 2008 e 2010.
Foi um dos principais apoiantes da segunda candidatura presidencial de Manuel Alegre, em 2011, exercendo as funções de diretor de campanha.
Foi igualmente diretor da campanha do PS nas eleições autárquicas de Lisboa em 2013, nas eleições legislativas de 2015 e agora nas eleições legislativas de 2022, integrando a lista de candidatos do PS a deputados pelo círculo de Lisboa em 4.º lugar.
Entre 2018 e 2024, foi Presidente da Federação da Área Urbana de Lisboa (FAUL) do PS. Em 2024, sendo um dos membros do PS mais próximos de Pedro Nuno Santos, foi eleito para o Secretariado Nacional do PS.
Em março de 2022, foi nomeado Ministro do Ambiente e da Ação Climática do XXIII Governo Constitucional de Portugal, liderado por António Costa, sucedendo na pasta a João Pedro Matos Fernandes.
Em janeiro de 2024, embora não tenha sido constituído arguido no âmbito da Operação Influencer, decidiu não assumir mais cargos públicos até estar concluída a investigação, alegando ser uma decisão pessoal e recusando integrar as listas de candidatos do PS às eleições legislativas portuguesas de 2024.

### Controvérsias
Em maio de 2023, foi noticiado pela CNN Portugal que se encontrava a ser investigado pelo Ministério Público no Caso Tutti Frutti, durante o seu mandado enquanto vice-presidente da Câmara Municipal de Lisboa, por supostamente apresentar candidatos “fracos” do PS em juntas de freguesia lideradas pelo PSD para que o PSD mantivesse as juntas em questão, nas eleições autárquicas de 2017, num alegado acordo com Fernando Medina, então presidente da Câmara Municipal de Lisboa, e Sérgio Azevedo, pela parte do PSD. Fernando Medina e Duarte Cordeiro negaram todas as suspeitas de qualquer pacto com o PSD no sentido de influenciar os resultados eleitorais. Com a conclusão do inquérito, Duarte Cordeiro ficou ilibado o que motivou a seguinte reação: ''Não há nada que me surpreenda no que me diz respeito e só lamento o tempo que demoraram estes processos a concluírem as suas investigações. Relembro que nunca sequer fui ouvido. Depois de anos a lidar com especulação e suspeita, fico finalmente livre”.